# Borovička

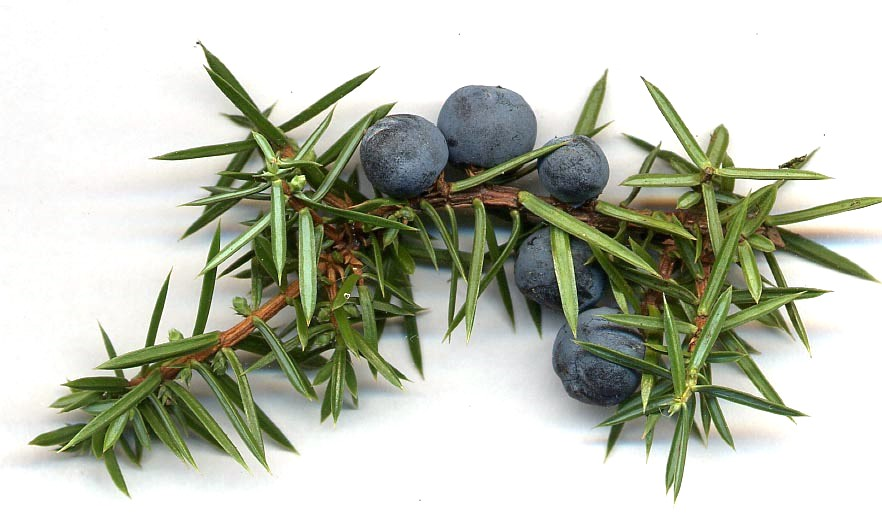
Ginebrons

Borovička és una beguda alcohòlica eslovaca amb gust de baies de ginebre. Es caracteritza per un color blanc o daurat i un sabor similar al de la ginebra seca. És popular sobretot a Eslovàquia i la República Txeca. La borovička de producció actual conté al voltant del 40% d'alcohol. Com a referència, el grau mínim d'alcohol exigit per la llei a Eslovàquia és del 37,5%.
Existeixen begudes similars a altres països, com ara el brinjevec a Eslovènia (brin significa ginebró en eslovè) i la klekovača a Sèrbia (kleka significa ginebre en serbi).
Segons el Diccionari de la Llengua Eslovaca, borovička rep el seu nom de la paraula borievka, ginebre en eslovac. La Borovička es va començar a produir al segle xvi al comtat de Liptov, durant la monarquia dels Habsburg, i que avui forma part d'Eslovàquia central. Es va exportar a tota la monarquia dels Habsburg, especialment a Viena i Budapest. Va ser transportada cap al sud principalment a través de barques soleres pel riu Váh.